# Hyndluljóð

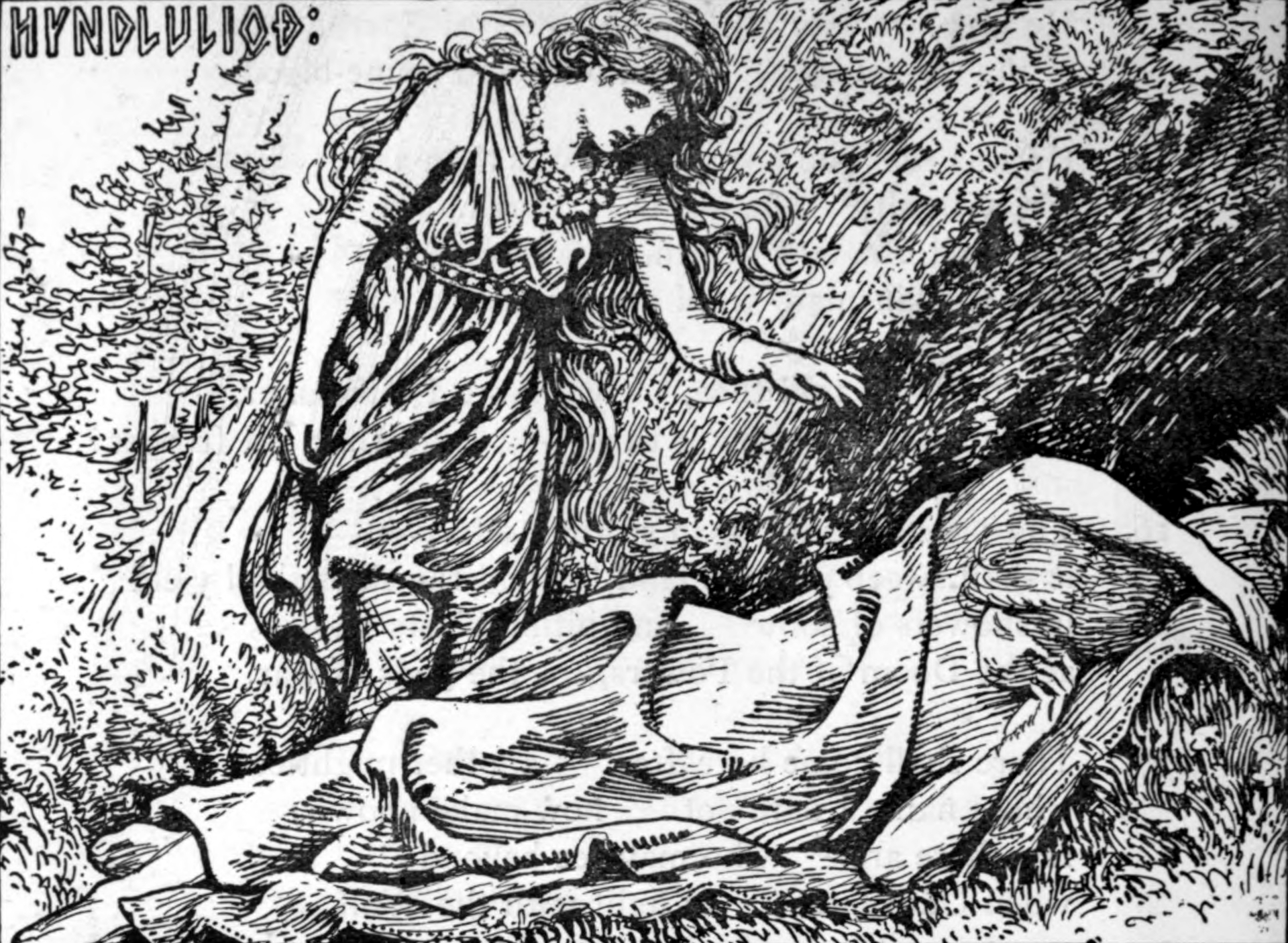
"Freia sveglia Hyndla" dipinto del (1908)

La Hyndluljóð è un'antica poesia norrena spesso considerata una parte della Edda poetica. È conservata nella sua interezza solo nel Flateyjarbók (manoscritto islandese) ma alcune strofe vengono citate nella Edda in prosa dove alcuni pensano che provenga dalla Vǫluspá.
Nel poema, la dea Freia si incontra con la völva Hyndla e insieme corrono nel Valhalla. Freia cavalca il suo cinghiale Hildisvíni mentre Hyndla su un lupo. La loro missione è quella di scoprire la discendenza di Óttarr in modo che lui possa toccare la sua eredità, mentre il laico consiste principalmente in Hyndla che recita un certo numero di nomi della stirpe di Óttarr. Il poema potrebbe essere un'opera del XII secolo, attraverso Bellows si credeva che il materiale di cui era composto il poema dovesse essere molto più antico.

## Fonti

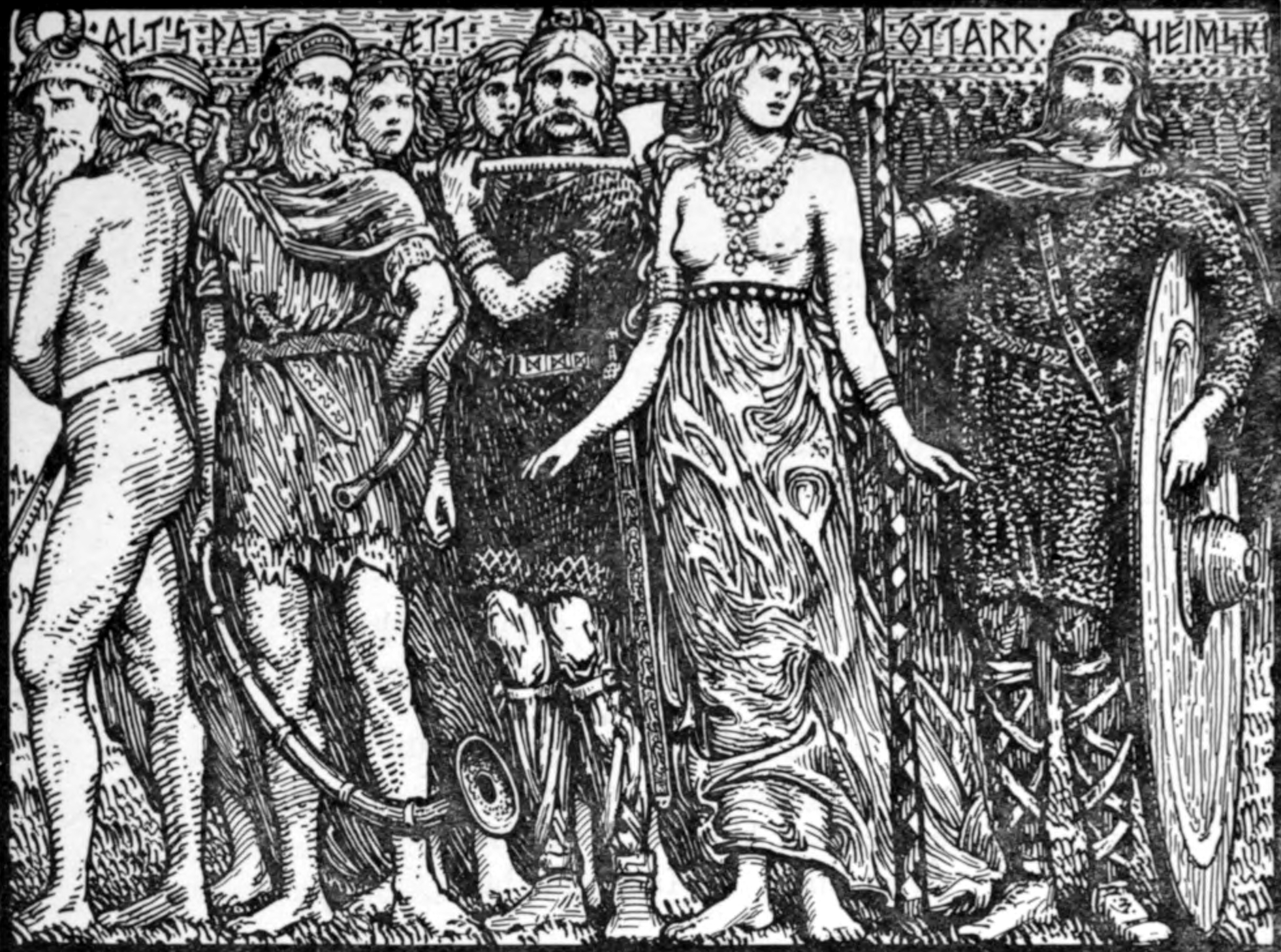
"The Ancestry of Ottar" (1908) di William Gershom Collingwood

### Edizioni in inglese
- Hyndluljoth Traduzione e commento di Henry Adams Bellows
- Hyndluljóð Traduzione di W. H. Auden e P. B. Taylor

### Edizioni originali
- Hyndluljóð manoscritto di Sophus Bugge
- Hyndluljóð edizione con ortografia normalizzata di Guðni Jónsson